# Ulrika Strömfelt
Lovisa Ulrika Eleonora Strömfelt (1724 – 5 aprile 1780) è stata una nobildonna svedese.

## Biografia
Ulrika era la figlia del conte Johan Carl Strömfelt, e di sua moglie, la governante reale Hedvig Elisabet Wrangel. 

## Dama d'onore
Nel 1739 è diventata dama d'onore di Ulrica Eleonora, regina di Svezia. Nel 1744 è diventata dama d'onore di Luisa Ulrica di Prussia. Lei e sua sorella Agneta Strömfelt appartenevano alla prima cerchia di cortigiani di Luisa Ulrica dopo il suo arrivo in Svezia, insieme con Catherine De la Gardie, Henrika Juliana von Liewen e Charlotta Sparre. Era, a quanto pare, ben voluta da Luisa Ulrica, tanto da affidarle spesso il compito di leggerle opere francesi.
Nel 1756, la regina Luisa Ulrica pianificò un colpo di stato per deporre il sistema parlamentare dell'Epoca della libertà per un restauro della monarchia assoluta. Per finanziare il colpo di stato, Luisa Ulrica rimosso i diamanti della corona, sostituendoli con cristalli, e diede in pegno i diamanti a Berlino, per finanziare il suo colpo di stato. Ulrika, però, non era a favore di una restaurazione della monarchia assoluta. Secondo la tradizione non confermata, UlriKa Strömfelt informato il Riksdag che una parte dei gioielli della corona mancava e che erano stati impegnati in Germania. Questo portò ad una richiesta del governo di un inventario dei gioielli della corona, che ha portato all'esposizione e al fallimento del colpo di stato 1756. Un'altra fonte sostiene che Ulrika ha informato il ministero degli esteri della corrispondenza segreta tra la regina e suo fratello, Federico il Grande. Come riconoscimento del gesto, ha ricevuto parte del Riksdag con una pensione di 2.000 riksdaler in argento e il titolo di "Ständernas dotter" (La figlia del Parlamento).
Dopo il fallito del colpo di stato, perse la fiducia della regina. Chiese di essere sollevata della sua posizione, ufficialmente a causa di motivi di salute. 

## Morte
Nel 1756, dopo aver lasciato la corte, Ulrika sposò il barone Carl Sparre. Il matrimonio è stato descritto come felice, nonostante la costante infedeltà del suo sposo. Nel 1777, è stata nominata prima dama di corte della nuova regina Sofia Maddalena di Danimarca, con Charlotta Sparre come sua vice, un incarico che ha mantenuto fino alla sua morte.